# Hans Alvesen

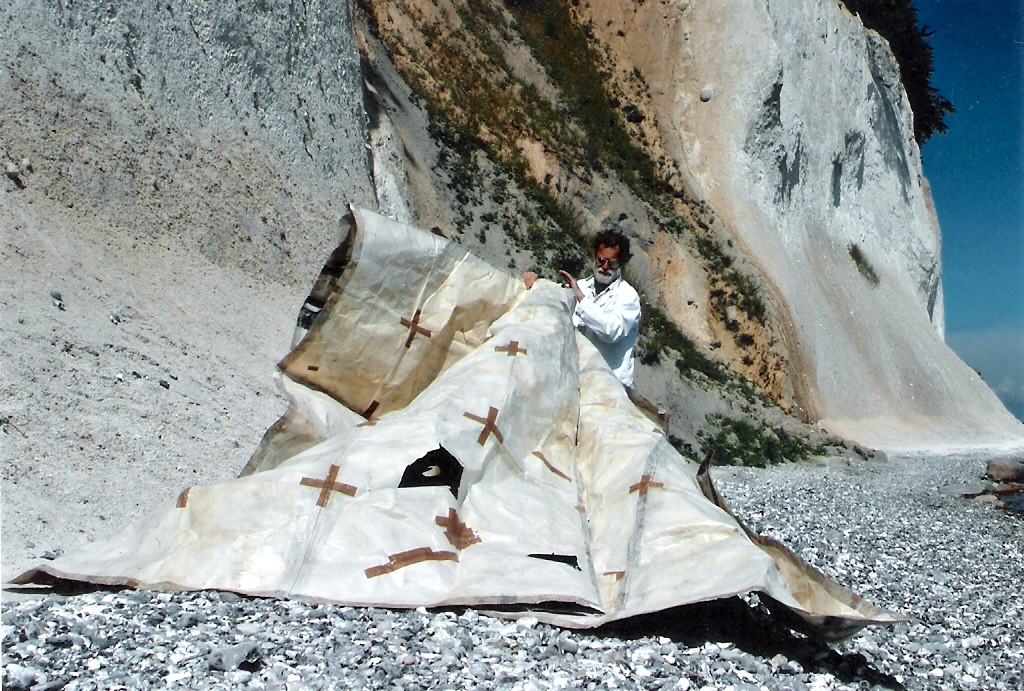
Hans Alvesen auf Rügen 2004

Hans Alvesen (Künstlername, eigentlich Michael Anlauf; * 3. April 1943 in Rützen/Guhrau) ist ein zeitgenössischer deutscher bildender Künstler.

## Leben
Alvesen wurde in Niederschlesien als Sohn eines Pastors geboren. 1945 flüchtete die Familie nach Alvesen, einem Ortsteil von Hilgermissen. 1962 legte er sein Abitur in Verden (Aller) ab.
Seine maltechnischen Kenntnisse erwarb sich Alvesen bei dem Kirchenmaler Hermann Oetken, mit dem er auch Studienreisen nach Florenz, Rom, Neapel und Palermo unternahm und dabei die ersten frühchristlichen Darstellungen sah. 1966/1967 wurde er Schüler bei Franz Nagel an der Akademie der Bildenden Künste München. 1969/70 studierte er bei Emil Schumacher an der Akademie der Bildenden Künste Karlsruhe. Er begegnete dem Bildhauer Wilhelm Loth. Es schlossen sich längere Auslandsaufenthalte in westeuropäischen Ländern an. Alvesen reiste sieben Monate auf den Spuren präkolumbianischer Kulturen.
1975 setzte er an der Hochschule für Bildende Künste Braunschweig sein Studium der freien Kunst fort, zunächst bei Alfred Winter-Rust, dann bei Emil Cimiotti. 1976 nahm er den Künstlernamen Hans Alvesen an. 1978 wurde er Meisterschüler an der HBK Braunschweig.
Mit verschiedenen Stipendien ausgezeichnet, geht er immer wieder auf Reisen, wobei er seine Arbeiten in der Landschaft und in sakralen Räumen gestaltet.
Alvesen lebt und arbeitet in Braunschweig.
Hans Alvesen wurde mit seinem Werk in die „Künstlerdatenbank und Nachlassarchiv Niedersachsen“ aufgenommen.

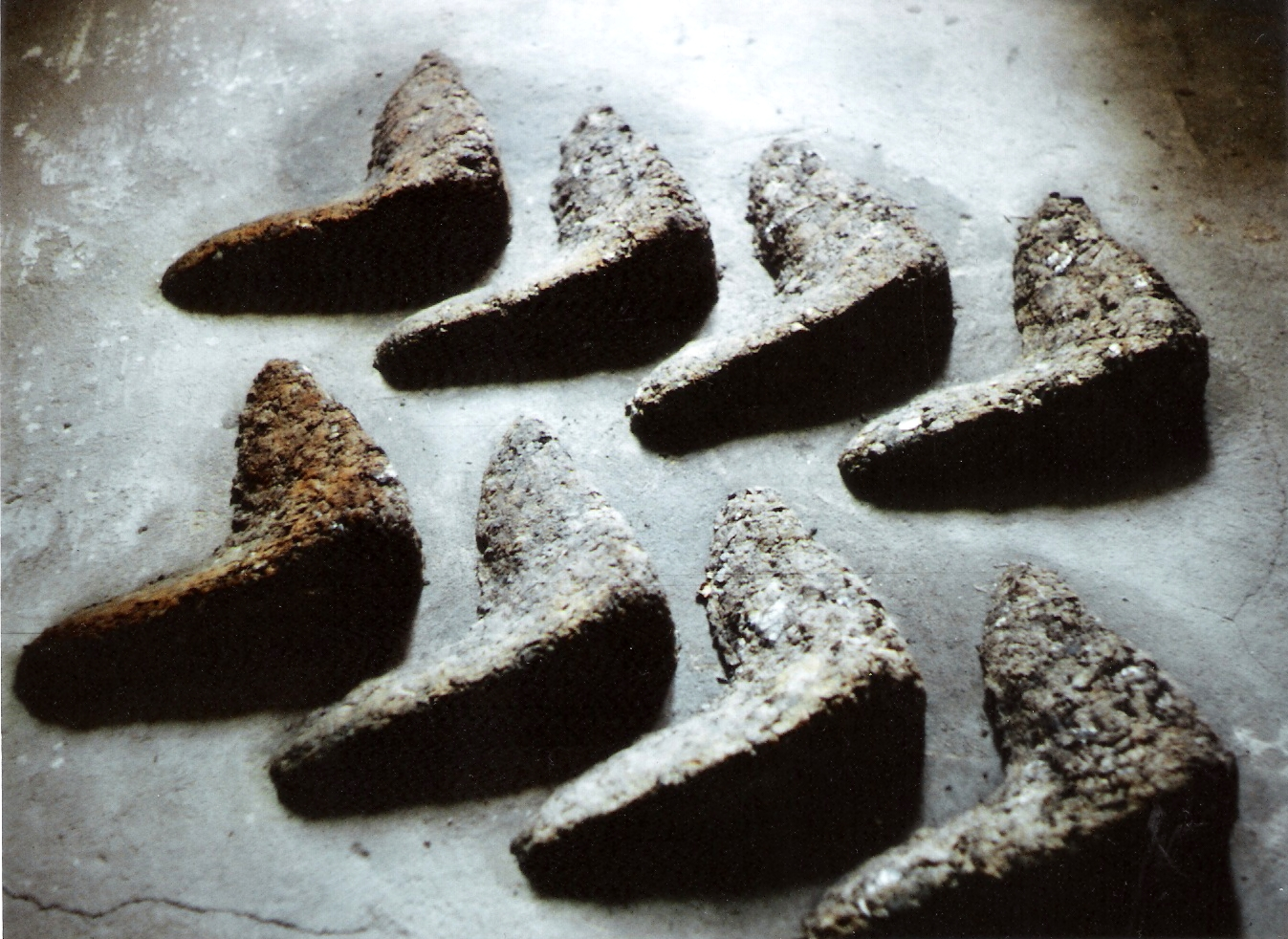
„Bodenobjekte“, 1987

## Werk
Hans Alvesens künstlerisches Anliegen ist die Darstellung im Raum, auf der Fläche, als Bewegung im architektonischen Raum oder in der Landschaft.
Sein Gestaltungsmaterial ist Papier, das er zu Reliefbildern knetet und reißt oder als großformatige, bemalte und beschriebene Fläche in Aktionen formt und in Zusammenspiel mit dem Wind zu zeltartigen Dreiecksformen aufbaut. Diese aus der Bewegung entstandenen Ergebnisse nennt er „Situative Plastik“. Eines seiner Projekte ist „Die Wege – Der Wind“, das er seit 1995 auf griechischen Inseln und an der Ostsee jährlich fortsetzt.
Daneben entstehen in Zusammenarbeit mit der Cellistin Ellen Maria Kienhorst Arbeiten, meist in sakralen Räumen, die Intervalle und Rhythmen sichtbar machen und das geschriebene Wort zum Klingen bringen.
In den letzten Jahren entwickelte er die „Wort-Farb-Klang-Bilder“, in denen Schrift, Farbe und Musik eine Einheit bilden.

## Preise und Auszeichnungen
- 1981 Stipendium des Förderkreises der HBK Braunschweig
- 1982 Niedersächsisches Nachwuchsstipendium
- 1983 Reisestipendium des Alexander Dorner-Kreises Hannover
- 1986 Künstlerstipendium des Landes Niedersachsen
- 1988 Gast in der Druckwerkstatt in der Städtischen Galerie Schloß Wolfsburg

## Öffentliche Sammlungen (Auswahl)
- Herzog Anton Ulrich-Museum Braunschweig
- Museumsverein Braunschweig
- Städtische Galerie Wolfsburg
- Museum für moderne Kunst Weddel
- Kunstmuseum Hannover mit Sammlung Sprengel
- Städtisches Museum Perm
- Nationalmuseum Krakau
- Universitätsbibliothek Oldenburg
- Herzog August Bibliothek Wolfenbüttel
- Sammlung des Landes Niedersachsen
- Kunsthalle Bremen (Institut für Auslandsbeziehungen Stuttgart)
- Roemer-Museum Hildesheim
- Sammlung der Stadt Hannover
- Bezirksregierung Lüneburg
- Horst-Janssen-Museum Oldenburg